# Hear Me Now (canción)
«Hear Me Now» es el primer sencillo oficial de Hollywood Undead del segundo álbum titulado American Tragedy y la sexta pista en ese álbum. Esta canción esa primera publicada por la banda sin vocalista Deuce / productor. La pista fue lanzada a la radio el 13 de diciembre de 2010, con una descarga digital una semana después, el 21 de diciembre. El vídeo musical oficial fue publicado el 25 de febrero de 2011. Un remix apareció en el álbum American Tragedy Redux remix.

## Canción
La banda había estado grabando un segundo álbum desde principios de 2010. El 8 de diciembre, la banda anunció un nuevo single. El mismo día, el título, la portada del sencillo, y fecha de lanzamiento se anunció. La portada del sencillo muestra el interior de la nueva máscara de Da Kurlzz, haciendo alusión a las nuevas máscaras para toda la banda para el nuevo álbum y la gira. El sencillo fue lanzado un par de días más tarde en la radio el 13 de diciembre, mientras que fue lanzado para su descarga el 21 de diciembre. [2] El 22 de marzo, la banda tocó la canción en vivo en Lopez Tonight para promocionar el álbum.
Un remix de la canción de Jonathan Davis de Korn fue incluida en el álbum de 2011 remezcla American Tragedy Redux.

### Video musical
El 25 de febrero de 2011, la banda lanzó varios vídeos teaser de la canción, la mayoría de ellas con Andy Milonakis. También lanzaron el video real en su página de MySpace. Utilizando el marco de una película dentro de una película, el video musical mostraba los miembros de la banda grabando. J-Dog lleva a cabo el primer verso y Johnny 3 Tears realiza el segundo, mientras que Danny realiza los coros y el puente. El video aparece la banda tocando la canción mientras viajaba en la parte trasera de un camión que contiene las luces de neón, altavoces grandes y postes separador. La banda está rodeado de mujeres bailando en el video mientras comic-book como gráficos aparecem para introducir cada miembro de la banda. Este es el primer video musical para ofrecer Danny nuevo miembro tras la salida de Deuce.

## Posicionamiento
| Listas (2010–2011)               | Posiciones |
| -------------------------------- | ---------- |
| US Alternative Songs (Billboard) | 20         |
| US Rock Songs (Billboard)        | 23         |
| US Heatseeker Songs (Billboard)  | 9          |

## Listado de canciones
| N.º | Título                               | Escritor(es)                 | Producer(s)              | Duración |  |
| 1.  | «Hear Me Now (Álbum versión)»        | Danny, J-Dog, Johnny 3 Tears | Sam Hollander, Dave Katz | 3:33     |  |
| 2.  | «Hear Me Now (versión Instrumental)» | Danny, J-Dog, Johnny 3 Tears | Sam Hollander, Dave Katz | 3:33     |  |

## Personal
- Charlie Scene - voz, guitarra, compositor
- Da Kurlzz - tambores, percusión, gritos, voz, compositor
- Danny - voces limpias
- Funny Man - voz, compositor
- J-Dog - teclados, sintetizador s, piano, guitarra rítmica, bass guitar, voz, gritos, compositor, [grabación [Sonido y reproducción | producción adicional]], ingeniería
- Johnny 3 Tears - voz, compositor

- Datos: Q3661593